# Pseudomelittia andraenipennis
Pseudomelittia andraenipennis är en fjärilsart som beskrevs av Walker 1856. Pseudomelittia andraenipennis ingår i släktet Pseudomelittia och familjen glasvingar. Inga underarter finns listade i Catalogue of Life.